# Philadelphia 76ers 1994-1995
La stagione 1994-95 dei Philadelphia 76ers fu la 46ª nella NBA per la franchigia.
I Philadelphia 76ers arrivarono sesti nella Atlantic Division della Eastern Conference con un record di 24-58, non qualificandosi per i play-off.

## Roster
| N° | Naz.                   | Ruolo | Sportivo              | Anno | Alt. | Peso |
| -- | ---------------------- | ----- | --------------------- | ---- | ---- | ---- |
| 1  | Stati Uniti (bandiera) | G     | B.J. Tyler            | 1971 | 185  | 84   |
| 3  | Stati Uniti (bandiera) | G     | Dana Barros           | 1967 | 180  | 74   |
| 4  | Stati Uniti (bandiera) | AC    | Sharone Wright        | 1973 | 211  | 118  |
| 5  | Stati Uniti (bandiera) | G     | Corey Gaines          | 1965 | 191  | 88   |
| 8  | Stati Uniti (bandiera) | G     | Alphonso Ford         | 1971 | 185  | 86   |
| 9  | Stati Uniti (bandiera) | GA    | Willie Burton         | 1968 | 203  | 95   |
| 11 | Stati Uniti (bandiera) | G     | Kevin Pritchard       | 1967 | 191  | 82   |
| 14 | Stati Uniti (bandiera) | GA    | Jeff Grayer           | 1965 | 196  | 91   |
| 14 | Stati Uniti (bandiera) | GA    | Jaren Jackson         | 1967 | 193  | 86   |
| 20 | Stati Uniti (bandiera) | G     | Greg Graham           | 1970 | 193  | 79   |
| 21 | Stati Uniti (bandiera) | A     | Derrick Alston        | 1972 | 211  | 102  |
| 23 | Stati Uniti (bandiera) | AC    | Tim Perry             | 1965 | 206  | 91   |
| 25 | Stati Uniti (bandiera) | G     | Jeff Malone           | 1961 | 193  | 93   |
| 30 | Egitto (bandiera)      | AC    | Alaa Abdelnaby        | 1968 | 208  | 109  |
| 35 | Stati Uniti (bandiera) | A     | Clarence Weatherspoon | 1970 | 198  | 109  |
| 40 | Stati Uniti (bandiera) | G     | Jerome Harmon         | 1969 | 193  | 86   |
| 42 | Stati Uniti (bandiera) | AC    | Scott Williams        | 1968 | 208  | 104  |
| 44 | Stati Uniti (bandiera) | G     | Lloyd Daniels         | 1967 | 201  | 93   |
| 76 | Stati Uniti (bandiera) | C     | Shawn Bradley         | 1972 | 229  | 107  |

## Staff tecnico
- Allenatore: John Lucas
- Vice-allenatori: Ron Adams, Maurice Cheeks, Tom Thibodeau